# استانیسلاو هورونا
استانیسلاو هورونا (اوکراینی: Станіслав Миколайович Горуна؛ ۱ مارس ۱۹۸۹) کاراته‌کا اهل اوکراین است.
وی در مسابقات کشوری و بین‌المللی در مجموع برندهٔ ۳ مدال طلا، ۲ مدال نقره، ۵ مدال برنز شده‌است.